# Bumen
Bumen is een bestuurslaag in het regentschap Semarang van de provincie Midden-Java, Indonesië. Bumen telt 763 inwoners (volkstelling 2010).